# إدوارد جاي ماكيلروي
إدوارد جاي ماكيلروي (بالإنجليزية: Edward J. McElroy)‏ هو نقابي أمريكي، ولد في 17 مارس 1941.